# Great Shelford
Great Shelford és un poble situat aproximadament a 4 milles (6.4 km) al sud de Cambridge, al comtat de Cambridgeshire, a l'est d'Anglaterra. La població el 1841 era de 803 persones. El 2001, aquesta havia augmentat fins a 3.949 i el cens de 2011 a 4.233. Va ser descrit com el vint-i-dosè poble més ric de Gran Bretanya el 2011.
Great Shelford està agermanada amb Verneuil-en-Halatte, al departament de l'Oise de França.